# Амфідромічна точка

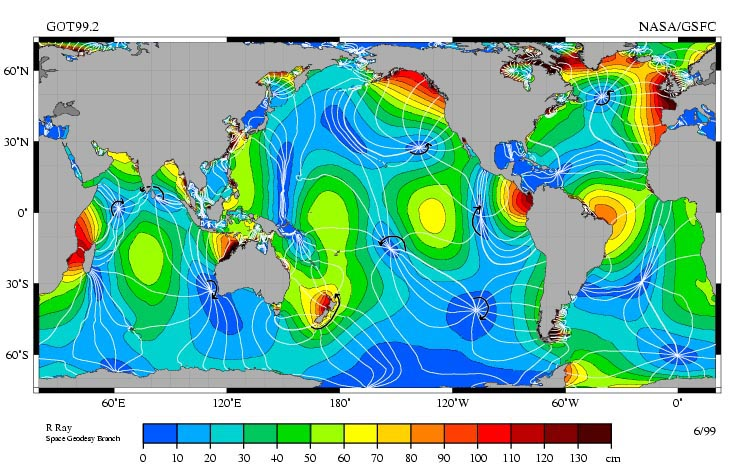
M_{2} приплив, висота припливу показана кольором. Білі лінії — це котидальні лінії з фазовим інтервалом 30°. Амфідромічні точки — темно-сині області, де зходяться білі лінії. Стрілки навколо цих точок показують напрям «оббігання».

Амфідромічна точка (від грец. ἀμφί — «навколо» і δρόμος — «біг») — це точка в океані, де амплітуда припливної хвилі дорівнює нулю. Висота припливу збільшується з віддаленням від амфідромічної точки. Іноді ці точки називають вузлами припливів: припливна хвиля «оббігає» цю точку навколо по або проти годинникової стрілки. У цих точках сходяться котидальні лінії.
Амфідромічні точки виникають завдяки інтерференції первинної припливної хвилі і її відбитті від берегової лінії і підводних перешкод. Робить свій внесок і сила Коріоліса.
Наприклад, амфідромічні точки, що оббігають припливну хвилю за годинниковою стрілкою, знаходяться:
- на півночі Сейшельських островів;
- на схід від Нової Гвінеї;
- на заході Галапагоських островів.

Амфідромічні точки, що оббігають проти годинникової стрілки, розташовані, наприклад:
- біля острова Шрі-Ланка;
- на північ від Нової Гвінеї;
- близько Таїті.